# Förenade Vänstern
Förenade Vänstern, Sinistra Unita (SU) var ett vänstersocialistiskt parti i San Marino, bildat 2006 som en koalition mellan  Kommunistisk pånyttfödelse och Vänsterpartiet, och 2012 som ett parti.
Dessa båda partier hade i valen 2006 och 2008 haft valtekniskt samarbete, i det sistnämnda valet som del av den större alliansen Reformer och frihet. I valet i november 2012 erövrade SU fem mandat i parlamentet.

## Historia
1941 bildades Kommunistpartiet PCS (Partito Comunista Sammarinese). Det blev snart San Marinos ledande oppositionsparti och samlade i valen i regel 20 – 25 % av rösterna. Två perioder satt PCS i regeringsställning: 1945-1957 ihop med Socialistpartiet PSS och 1973-1986 med Kristdemokraterna.
I samband med kommunismens fall i Östeuropa avsade sig PCS kommunismen och bytte 1990 namn till Progressiva Demokratiska Partiet, Partito Progressista Democratico Sammarinese (PPDS). De som ogillade denna ideologiska nyorientering lämnade 1992 PPDS och bildade Kommunistisk pånyttfödelse, Rifondazione Comunista Sammarinese (RCS). I de följande tre valen (1993, 1998 och 2001) fick RCS över tre procent av rösterna och två mandat i parlamentet.
Den 2 augusti 2006 ingick RCS en valkartell med det nybildade Vänsterpartiet, kallad Förenade Vänstern (SU). I valet erövrade SU 8,67 % av rösterna och fem mandat i parlamentet. Man kom där att ingå i en regeringskoalition med  Folkliga alliansen och Socialisternas och demokraternas parti (PSD), som sprack 2008 på grund av politiska motsättningar. I nyvalet samma år ingick SU i en större allians, Reformer och frihet (Riforme e Libertà) tillsammans med PSD (inklusive socialliberala SpL) och de nybildade Centrumdemokraterna (DdC). Riforme e Libertà fick 45,78 % av rösterna och 25 av de 60 platserna i parlamentet. Fem av dessa tillföll SU (med 8,57 %).
2012 omvandlades SU till ett parti.